# 大肥蘑菇

大肥蘑菇 (Agaricus bitorquis) 是蘑菇属的一种白色可食真菌，类似于市售的双孢蘑菇。其曾被命名为Agaricus rodmani 。

## 分类
种加词bitorquis 在拉丁语中意为“有两个项圈”，指的是菌幕从菌柄的顶部和底部分离而产生的两个菌环。该物种于1884年由法国真菌学家首次确定并命名为Psalliota bitorquis 。

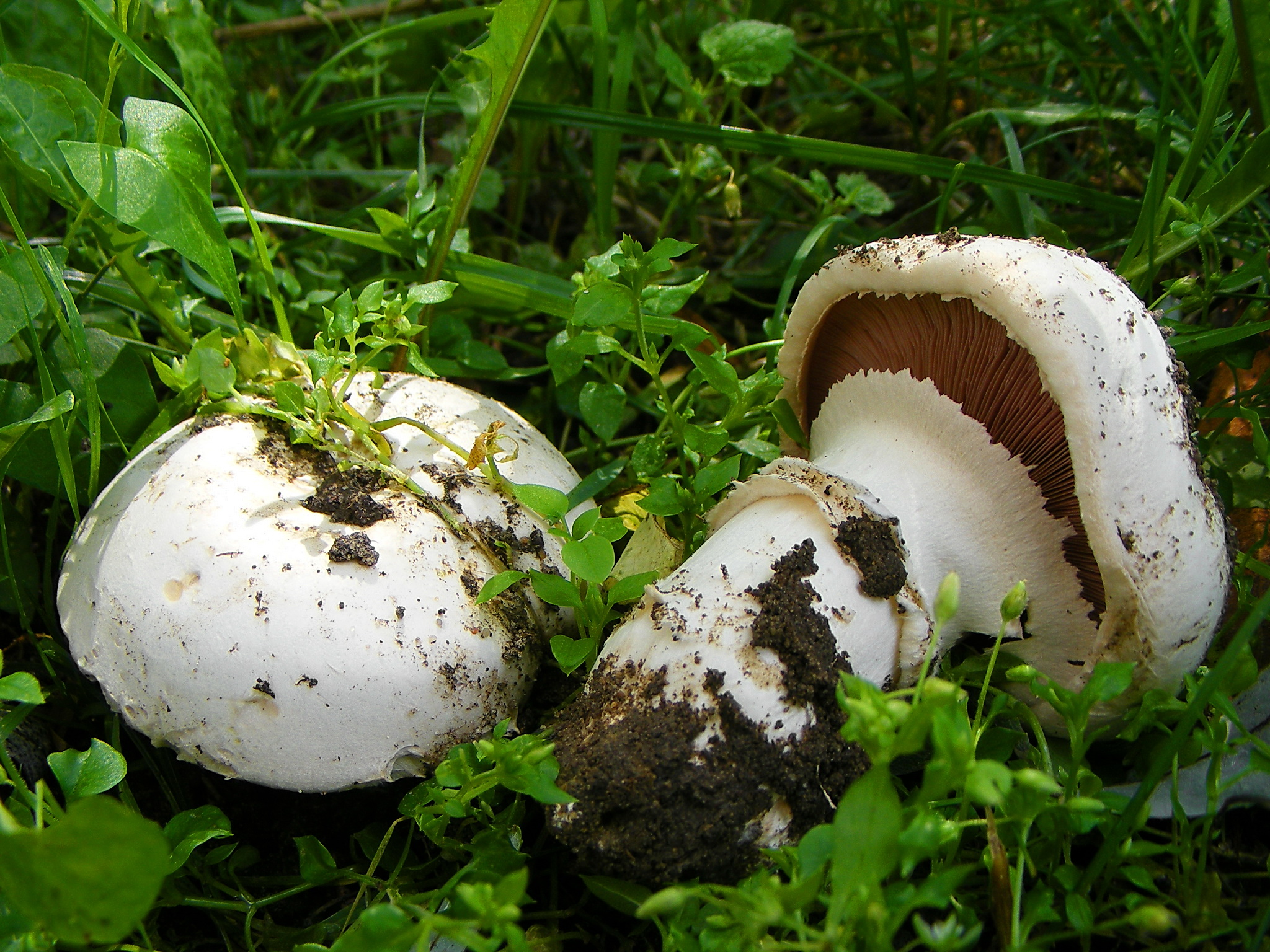
大肥蘑菇的菌环。

菌盖直径4-15厘米，干燥、光滑、无鳞片；初半球形，后扁半球形，顶部平或略凹，白色（老熟后变淡黄色），常沾有泥土。菌褶十分稠密，窄，离生；幼时浅粉色，孢子成熟后变暗红棕色。孢子印巧克力棕色。菌柄粗壮，长3-11 厘米，直径1–4 厘米，白色，光滑，圆柱形至棒球棍状，有膜质菌幕附着，近基部处有厚的白色菌丝包覆。菌环双层，上层漏斗状，较厚，下层裙状，较薄；此即其种加词“bitorquis”的来源。 菌肉结实，气味温和。
其相似种有：白鳞蘑菇，有咸味。 四孢蘑菇，菌环单个，易碎。 

### 显微特征

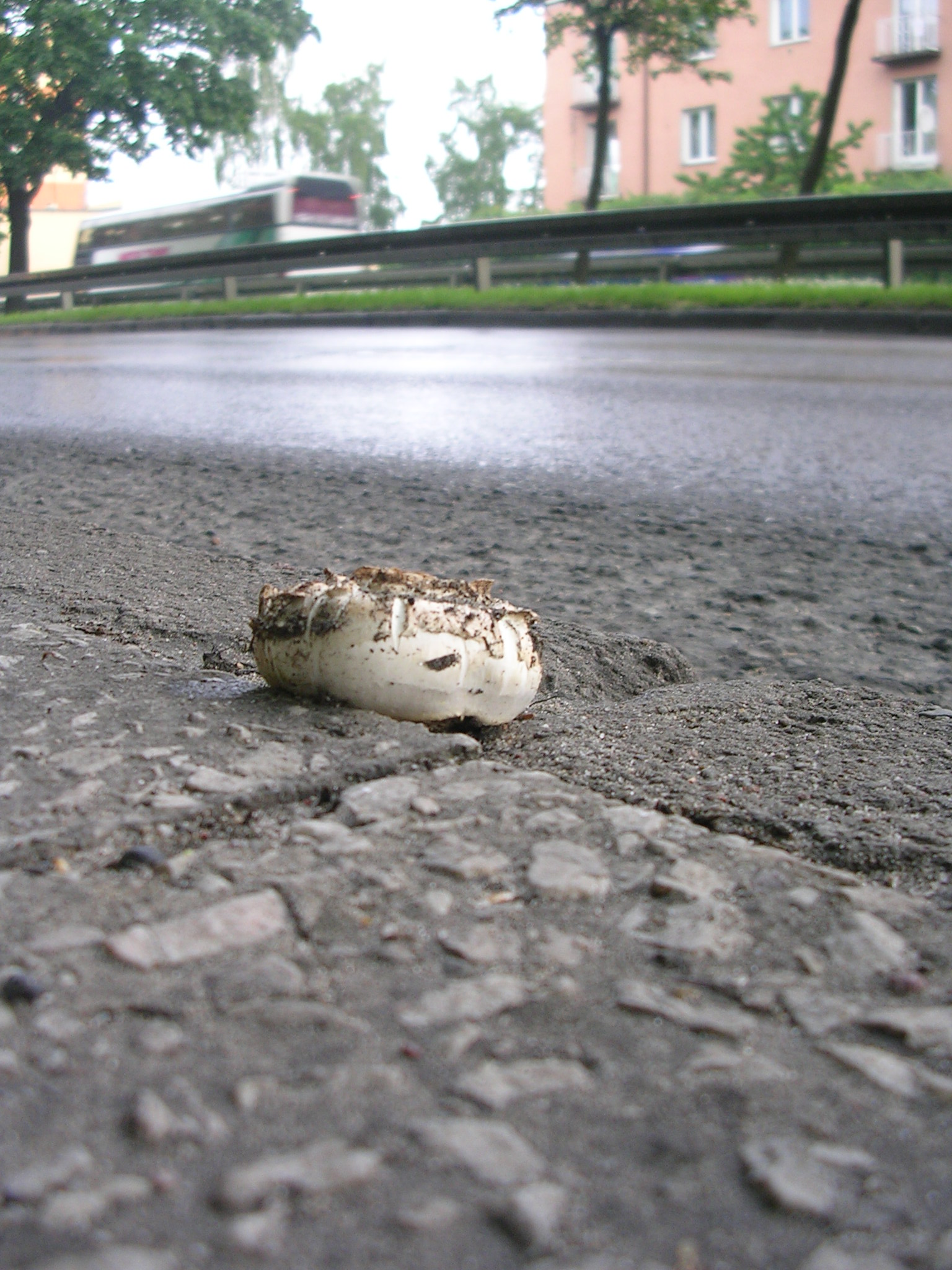
大肥蘑菇夏季从沥青路面中生长出来。

担孢子椭圆形，光滑，尺寸5-7 x 4-5.5 微米。担子20-25 x 6.5-8.5 µm，通常具有四个孢子，但也常见二孢子担子。可见许多囊状体存在。

## 生长分布
大肥蘑菇可于夏秋季在花园中、路边或人行道上单生或散生，常见于冬天撒过除雪盐的地方。 子实体可在地面下成熟，从而冲破沥青路面或挤开砖石缝隙长出。其分布于北美、欧洲与亚洲。

## 可食性
大肥蘑菇是一种受欢迎的食用菌，具有典型的“蘑菇”风味。由于其常位于地下，野外采集的标本可能含有砂砾。应当注意的是，该物种能够富集有毒重金属，尤其是铅。
营养分析表明，该物种含有18种氨基酸，包括所有必需氨基酸。

## 人工栽培
大肥蘑菇于1968年首次得到商业化栽培。 作为双孢蘑菇的替代品，大肥蘑菇对各种病毒性疾病的抵抗力更强，  可以在较高的温度和CO2浓度下生长，并且具有更好的抗擦伤能力。此外，经培育的耐高温菌株可以帮助栽培者克服夏季高温时栽培室的降温问题。 